# 塔斯塔維斯龍屬
塔斯塔維斯龍屬（學名：Tastavinsaurus）是蜥腳下目的一屬，生存於白堊紀早期的歐洲。
正模標本是一個部分身體骨骼，發現於西班牙阿拉貢自治區特魯埃爾省的Xert組地層，地質年代約1億2000萬年前，相當於阿普第階。在2008年，一群西班牙古生物學家將這些化石進行敘述、命名，模式種是桑氏塔斯塔維斯龍（T. sanzi）。屬名是以化石發現處的Tastavins河為名；種名則是以西班牙古生物學家何塞·路易斯·桑斯（Jose Luis Sanz）為名。近年發現第二個化石，發現於特魯埃爾省的Forcall組地層。
根據命名研究裡的親緣分支分類法分析，塔斯塔維斯龍是北美洲毒癮龍的姊妹分類單元，兩者都屬於巨龍形類演化支；巨龍形類還包含腕龍科、Somphospondyli、泰坦巨龍類。在2012年，其他研究人員將雪松龍、毒癮龍、塔斯塔維斯龍歸類於勞亞龍形類演化支。塔斯塔維斯龍的發現，顯示白堊紀早期的北美洲、歐洲之間，分布者多種非腕龍科的巨龍形類恐龍。